# Dinoderus bifoveolatus
Dinoderus bifoveolatus is een keversoort uit de familie boorkevers (Bostrichidae). De wetenschappelijke naam van de soort is voor het eerst geldig gepubliceerd in 1858 door Wollaston.